# Ibrahim Ustavdić
Ibrahim Ustavdić (Gračanica, 1878 – Sarajevo, 1974) fue un educador bosnio, el primer maestro de Gračanica,  superintendente escolar y director de la primera Escuela Primaria Nacional de Gračanica. Una de las personalidades más importantes de la historia de Gračanica.

## Biografía

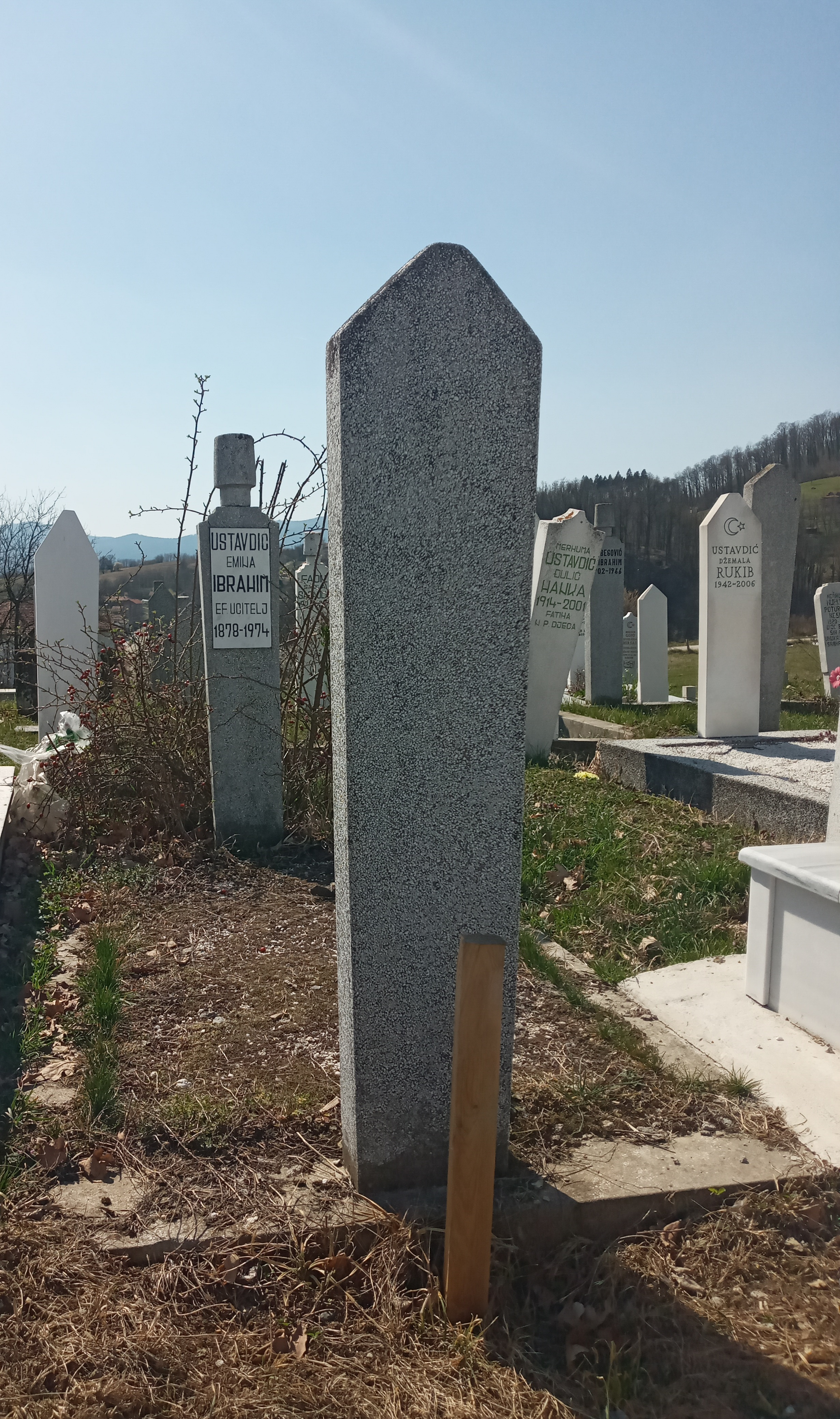
Tumba de Ibrahim Ustavdić, cementerio de Režići en Gračanica

Ibrahim Ustavdić nació en Gračanica en 1878. En su ciudad natal se graduó de la Escuela Primaria Nacional en 1897. Después de eso se graduó en la Escuela de Educación. En 1902 fue nombrado profesor interino en Bosanska Otoka. De Bosanska Otoka fue trasladado en 1903 a Kozarac, y de allí en 1904 a Prijedor. A principios de 1905 fue trasladado como profesor a la Escuela Primaria Nacional de Gračanica, donde trabajó hasta 1935. De 1912 a 1935, fue director de la Escuela Primaria Nacional de Gračanica. En 1935, fue nombrado superintendente escolar de Gračanica, cargo que ocupó hasta 1938, cuando se jubiló. Trabajó como maestro en Gračanica durante más de treinta años. Además, como maestro y director de la Escuela Primaria Nacional, participó en la reforma educativa de la Madrasa Osman-kapetan de Gračanica en 1930. En 1903, cuando se fundó la junta local de la Sociedad Cultural Musulmana de Gajret en Gračanica, él fue uno de sus primeros líderes, como un miembro de segunda categoría. Fue uno de los donantes financieros del monumento de Sarajevo dedicado al poeta croata Silvije Strahimir Kranjčević. Además, cuando se inauguró el monumento al rey Alejandro I de Yugoslavia en Gračanica en octubre de 1936, Ibrahim Ustavdić se encontraba entre los funcionarios políticos. Depositó dos coronas de flores en nombre de las escuelas locales.
Después de jubilarse, se trasladó a Sarajevo, donde falleció en la primavera de 1974. Según su voluntad, fue enterrado en Gračanica, en el cementerio de Režići. Al funeral de Ibrahim Ustavdić asistieron numerosos habitantes de Gračanica, entre ellos todos los alumnos y profesores de la Escuela Primaria "Hasan Kikić " de Gračanica, así como delegaciones de alumnos y profesores de otras escuelas.